# Cliff Thorburn
Cliff Thorburn (Victoria, 16 de enero de 1948) es un exjugador de snooker canadiense.

## Biografía
Nació en la ciudad canadiense de Victoria en 1985. Fue jugador profesional de snooker desde 1972 hasta 1996. Se proclamó campeón del mundo en 1980, al derrotar a Alex Higgins por dieciocho a dieciséis. Además, quedó subcampeón de este torneo en dos ocasiones: en 1977 perdió contra John Spencer (21-25) y en 1983 cayó derrotado ante Steve Davis (6-18). Entre sus otros triunfos, se cuentan el Matchroom Trophy de 1985 y tres ediciones del Masters. Logró, asimismo, tejer dos tacadas máximas a lo largo de su carrera, incluida la primera de la historia del Campeonato Mundial.

### Tacadas máximas
| Núm. | Año  | Torneo                        | Rival           | Ronda         | Ref.  |
| ---- | ---- | ----------------------------- | --------------- | ------------- | ----- |
| 1    | 1983 | Campeonato Mundial de Snooker | Terry Griffiths | segunda ronda | [ 2 ] |
| 2    | 1989 | Matchroom League              | Jimmy White     | liguilla      | [ 2 ] |